# Resultados do Carnaval de Macapá em 2015
Esta é uma lista sobre resultados do Carnaval de Macapá de 2015.

## Desfiles

### Grupo Especial
| Posição | Escolas                    | Pontos | Ref.  | Classificação ou rebaixamento     |
| ------- | -------------------------- | ------ | ----- | --------------------------------- |
| 1       | Piratas da Batucada        | 179,8  | [ 1 ] | Campeã do carnaval 2015           |
| 2       | Boêmios do Laguinho        | 178,3  | [ 1 ] |                                   |
| 3       | Maracatu da Favela         | 178,1  | [ 1 ] |                                   |
| 4       | Piratas Estilizados        | 177,9  | [ 1 ] |                                   |
| 5       | Unidos do Buritizal        | 177,8  | [ 1 ] |                                   |
| 6       | Embaixada Cidade de Macapá | 176,5  | [ 1 ] |                                   |
| 7       | Império da Zona Norte      | 178,3  | [ 1 ] | Desce para o Grupo de acesso 2016 |

### Grupo de acesso
| Posição | Escolas               | Pontos | Ref.  | Classificação ou rebaixamento |
| ------- | --------------------- | ------ | ----- | ----------------------------- |
| 1       | Solidariedade         | 175,7  | [ 1 ] | Sobe para o Especial 2015     |
| 2       | Emissários da Cegonha | 175,3  | [ 1 ] |                               |
| 3       | Império do Povo       | 156,2  | [ 1 ] |                               |